# Naturistvandring

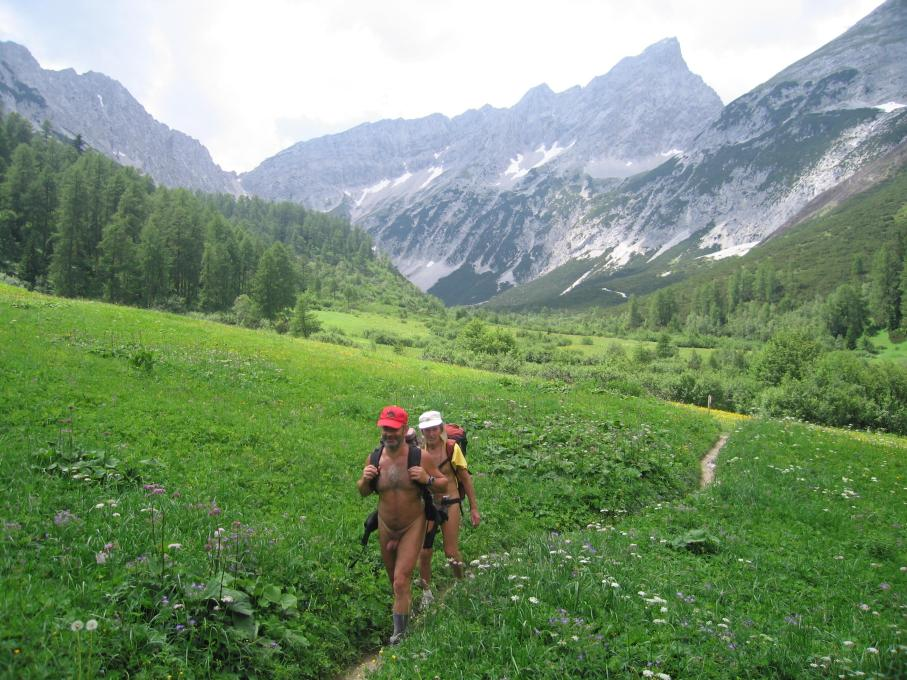
Vandring i Österrike.

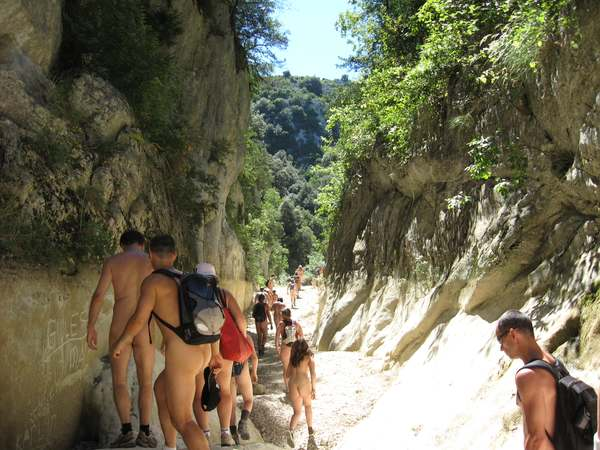
En grupp med 39 vandrare i Gard i södra Frankrike 2008.

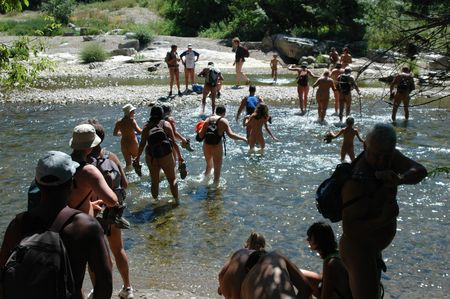
Vandring i Gard 2008.

Naturistvandring, även nakenvandring, är naturistliv förenat med vandring i naturen. 
Friluftsliv i naturen var ett viktigt inslag i den organiserade naturism som startade i Tyskland och Schweiz vid tiden för sekelskiftet 1900. Särskilt Wandervogel-rörelsen, del av den bredare ”lebensreform” (levnadsreform), som förespråkade en enklare och mer naturlig livsstil, ägnade sig åt härdande naturliv, vandringar med musik och sång med eller utan kläder. Även i den tidiga svenska naturismen på 1930-talet förekom friluftsliv i naturen men föreningsverksamheten inriktades efterhand mot att skapa särskilt upplåtna platser för naturistcamping och nakenbad.
Under 1990-talet återupptogs naturistvandringen i bl.a. Tyskland, Schweiz och Frankrike av informella grupper som sökte naturnära rekreation i naturen, ibland med stor massmedial uppmärksamhet. 
I Storbritannien fick Stephen Gough och Melanie Roberts, ”The Naked Ramblers”, uppmärksamhet vid vandringar i Storbritannien från ”Land's End to John o' Groats” vid två tillfällen. Första gången 2003-2004 ensam, andra gången 2005-2006 tillsammans med Melanie Roberts. Stephen Gough greps av polisen flera gånger men släpptes under första vandringen och blev även satt i fängelse en tid. Efter andra vandringen gratulerades paret av The Guardian för vandringen och för att ha praktiserat ”gymnosophy” in the tradition of people such as George Bernard Shaw och Vera Brittain”.
Vid samma tid, 2005 och 2006, korsades även alperna av grupper med nakna vandrare. Det skedde nästan helt utan mediebevakning. Ingen greps eller ifrågasattes, och vandrarna rapporterade vänliga reaktioner från människor de mötte. Efter år 2010 har nakenvandring blivit mer accepterat och vanligt. Sedan omkring 2015 betraktas den 21 juni som ”Naked Hiking Day”.
I Sverige finns utomordentliga förutsättningar för naturistvandringar och med början 2004 har ett litet antal naturistvandringar genomförts. Det är fråga om informella grupper utan direkt samband med den organiserade föreningsverksamheten.